# Ensemble Paulinum
Das Ensemble Paulinum ist ein 2009 an St. Paulus in Worms gegründeter Kammerchor.

## Allgemeines
Der Chor tritt bei überregionalen Konzerten sowie auf Einladung bei Festivals (Nibelungenfestspiele, Kultursommer Rheinland-Pfalz, Wunderhören, Vokalstern, deutsches Mozartfest u. a.) auf. Mit dem Instrumentalensemble Pulchra Musica steht dem Ensemble Paulinum ein eigenes, mit Spezialisten besetztes Barockorchester zur Verfügung. Für die Aufführung von Werken in moderner Stimmung verfügt das Ensemble in der Camerata instrumentale ebenfalls über einen festen Instrumentalpartner.
Neben den bekannten Messekompositionen und Oratorien von Bach, Händel, Mozart oder Haydn pflegt das Vokalensemble vor allem die Wiederaufführung vergessener Werke in historischer Aufführungspraxis. So sind Tonsetzer wie Mattheson, Fux, Wagenseil, Caldara, Rathgeber, Cafaro oder Brixi regelmäßig auf den Programmen zu finden.
Über 20 Werke hat die Formation mittlerweile in moderner Welterstaufführung wieder ans Licht gebracht, darunter Kompositionen von Graupner ,
Heinichen
oder Telemann.
Der Deutschlandfunk porträtierte den Chor 2016 als "Chor der Woche"
, mit dem ZDF produzierte das Ensemble 2009 Haydns Orgelsolomesse im Rahmen eines Fernsehgottesdienstes, das Bistum Mainz hat den Chor in einem Dokumentarfilm
anlässlich der Höhepunkte im Jubiläumsjahr "200 Jahre Rheinhessen" bei der Aufführung von Bachs H-Moll Messe begleitet. Auch namhafte Komponisten schreiben regelmäßig für das Vokalensemble, so brachten die Sänger unter Bonaths Leitung beim Festival Wunderhören 2015 die Liebeslieder.messe von Prof. Dr. Birger Petersen zur Uraufführung.

## Besetzung
Der Chor rekrutiert sich aus dem studentischen Umfeld der Musikhochschulen Mainz, Mannheim und Frankfurt und hat sich zum Ziel gesetzt, Musik des 17. und 18. Jahrhunderts in kleiner Besetzung und in historischer Aufführungspraxis zu präsentieren. Künstlerischer Leiter ist Christian J. Bonath.

## CD-Einspielungen
2015 entstand die Einspielung des Oratoriums Chera von Johann Mattheson, produziert durch SWR 2, die 2016 auf CD erschienen ist.
2017 entstand die Einspielung des Oratoriums Joseph von Johann Mattheson, produziert durch SWR 2, die 2018 bei SWR gesendet wurde.